# سالي ريف
سالي ريف (بالإنجليزية: Sally Reeve)‏ هي ممثلة بريطانية، ولدت في 1 أغسطس 1971 في لندن في المملكة المتحدة.

## وصلات خارجية
- سالي ريف على موقع IMDb (الإنجليزية)
- سالي ريف على موقع قاعدة بيانات الفيلم (الإنجليزية)